# Малезија на Светском првенству у атлетици на отвореном 2017.
Малезија је учествовала на Светском првенству у атлетици на отвореном 2017. одржаном у Пекингу од 22. до 30. августа шеснаести пут, односно учествовала је на свим првенствима до данас. Репрезентацију Малезије представљао је један такмичар који се такмичио у скоку увис.,
На овом првенству такмичар Малезије није освојио ниједну медаљу, нити је остварио неки резултат.

## Учесници
Мушкарци :
- Nauraj Singh Randhawa — Скок увис

## Резултати

### Мушкарци
| Атлетичар             | Дисциплина | Лични рекорд | Квалификације | Квалификације | Финале               | Финале       | Детаљи |
| Атлетичар             | Дисциплина | Лични рекорд | Резултат      | Место         | Резултат             | Место        | Детаљи |
| --------------------- | ---------- | ------------ | ------------- | ------------- | -------------------- | ------------ | ------ |
| Nauraj Singh Randhawa | Скок увис  | 2,30         | 2,26          | 12. у гр. А   | Није се квалификовао | 20 / 26 (27) |        |